# Горбув-Кольонія
Горбув-Кольонія (пол. Horbów-Kolonia) — село в Польщі, у гміні Залесе Більського повіту Люблінського воєводства.
Населення — 192 особи (2011).
У 1975-1998 роках село належало до Білопідляського воєводства.

## Демографія
Демографічна структура станом на 31 березня 2011 року:
|          | Загалом | Допрацездатний вік | Працездатний вік | Постпрацездатний вік |
| -------- | ------- | ------------------ | ---------------- | -------------------- |
| Чоловіки | 100     | 31                 | 59               | 10                   |
| Жінки    | 92      | 23                 | 50               | 19                   |
| Разом    | 192     | 54                 | 109              | 29                   |